# Rhodesia subtecta
Rhodesia subtecta är en svampart som först beskrevs av Roberge ex Desm., och fick sitt nu gällande namn av Grove 1937. Rhodesia subtecta ingår i släktet Rhodesia, ordningen disksvampar, klassen Leotiomycetes, divisionen sporsäcksvampar och riket svampar.   Inga underarter finns listade i Catalogue of Life.